# Горностай Гаврило Іванович
Гаврило Горностай (пол. Gabriel Hornostaj) (*1515 р. — †1587 р.) — державний діяч Великого князівства Литовського, Речі Посполитої з роду Горностаїв. Єдиний син Івана Горностая.

## Життєпис
Старший син новогрудського воєводи Івана Остафійовича Горностая і Ганни Василівни Солом’ярецької. З роду Горностаїв герба Гіпокентавр. Русин, хрещений в православну віру, проте незабаром перейшов в кальвінізм. Заклав збори в Горностайполі і Козаровичах Київського воєводства. Володів маєтками Копили, Щитники і Балатково в Берестейском повіті, Поцеш у Вількомірському повіті, частково маєтками Острошиці, Толочин, Басея. 
У 1558 році після смерті батька Гаврило став опікуном братів Івана та Остафія, а також усіх володінь, розкиданих по різних повітах. У 1566 році підписував свідчення про боргові зобов'язання на майно Канарського. 
У 1567 р. через суд повернув маєтності на Підляшші, втрачені після смерті брата Єрмогена. Тоді ж викупив із застави двори у Брестському повіті. 23 жовтня 1567 р. був під час перепису війська Великого князівства Литовського як воєвода Мінський
Після смерті брата Івана у 1569 році до нього перейшли маєтності Порозово та Гущинці, а також землі двоюрідного брата Фрідріха після його смерті у 1576 році. На той час в руках Гаврила Івановича Горностая зосередилась уся земельна власність роду.
Він виставляв до війська Великого князівства Литовського в 1567 році 49 коней під час Лівонської війни.
У 1569 році підписав Люблінську унію. У 1573 році підписав декрет, який підтверджує обрання Генріха III королем Речі Посполитої. 
У 1579 р. брав участь в облозі Полоцька. 

### Посади
- З 22 березня 1566 р. був воєводою мінським,
- з 6 липня 1576 р. — воєвода Берестейській.
- З 1568 р. — став старостою кам'янецьким,
- з 1575 р. — староста мінський.

## Родина
- Дружина — Барбара Ласька, дочка воєводи серадського Героніма.
- Син — Єронім.
- Донька — Зофія, дружина Адама Тальвоша, старости динабурзького

## Релігійні погляди
Перейшов з православ'я в кальвінізм. Фундатор зборів в  Горностайполі і  Козаровичах у Київському воєводстві.

## Родовід
|                 |                 |                 |                 |                 |                 |  |  |                   |                   |                   |                   |                   |                   |  |  |        |        |        |        |        |        |  |  | Гаврило  | Гаврило  | Гаврило  | Гаврило  | Гаврило  | Гаврило  |  |  | Єронім | Єронім | Єронім | Єронім | Єронім | Єронім |  |  | Самійло | Самійло | Самійло | Самійло | Самійло | Самійло |  |  | Михайло   | Михайло   | Михайло   | Михайло   | Михайло   | Михайло   |
|                 |                 |                 |                 |                 |                 |  |  |                   |                   |                   |                   |                   |                   |  |  |        |        |        |        |        |        |  |  | Гаврило  | Гаврило  | Гаврило  | Гаврило  | Гаврило  | Гаврило  |  |  | Єронім | Єронім | Єронім | Єронім | Єронім | Єронім |  |  | Самійло | Самійло | Самійло | Самійло | Самійло | Самійло |  |  | Михайло   | Михайло   | Михайло   | Михайло   | Михайло   | Михайло   |
|                 |                 |                 |                 |                 |                 |  |  |                   |                   |                   |                   |                   |                   |  |  | Іван   | Іван   | Іван   | Іван   | Іван   | Іван   |  |  | Іван     | Іван     | Іван     | Іван     | Іван     | Іван     |  |  |        |        |        |        |        |        |  |  |         |         |         |         |         |         |  |  | Анна      | Анна      | Анна      | Анна      | Анна      | Анна      |
|                 |                 |                 |                 |                 |                 |  |  |                   |                   |                   |                   |                   |                   |  |  | Іван   | Іван   | Іван   | Іван   | Іван   | Іван   |  |  | Іван     | Іван     | Іван     | Іван     | Іван     | Іван     |  |  |        |        |        |        |        |        |  |  |         |         |         |         |         |         |  |  | Анна      | Анна      | Анна      | Анна      | Анна      | Анна      |
| Роман Івашкович | Роман Івашкович | Роман Івашкович | Роман Івашкович | Роман Івашкович | Роман Івашкович |  |  | Остафій Горностай | Остафій Горностай | Остафій Горностай | Остафій Горностай | Остафій Горностай | Остафій Горностай |  |  |        |        |        |        |        |        |  |  | Єрмоген  | Єрмоген  | Єрмоген  | Єрмоген  | Єрмоген  | Єрмоген  |  |  |        |        |        |        |        |        |  |  |         |         |         |         |         |         |  |  | Єлизавета | Єлизавета | Єлизавета | Єлизавета | Єлизавета | Єлизавета |
| Роман Івашкович | Роман Івашкович | Роман Івашкович | Роман Івашкович | Роман Івашкович | Роман Івашкович |  |  | Остафій Горностай | Остафій Горностай | Остафій Горностай | Остафій Горностай | Остафій Горностай | Остафій Горностай |  |  |        |        |        |        |        |        |  |  | Єрмоген  | Єрмоген  | Єрмоген  | Єрмоген  | Єрмоген  | Єрмоген  |  |  |        |        |        |        |        |        |  |  |         |         |         |         |         |         |  |  | Єлизавета | Єлизавета | Єлизавета | Єлизавета | Єлизавета | Єлизавета |
|                 |                 |                 |                 |                 |                 |  |  |                   |                   |                   |                   |                   |                   |  |  |        |        |        |        |        |        |  |  | Остафій  |          |          |          |          |          |  |  |        |        |        |        |        |        |  |  |         |         |         |         |         |         |  |  |           |           |           |           |           |           |
|                 |                 |                 |                 |                 |                 |  |  |                   |                   |                   |                   |                   |                   |  |  |        |        |        |        |        |        |  |  |          |          |          |          |          |          |  |  |        |        |        |        |        |        |  |  |         |         |         |         |         |         |  |  |           |           |           |           |           |           |
|                 |                 |                 |                 |                 |                 |  |  |                   |                   |                   |                   |                   |                   |  |  | Оникій | Оникій | Оникій | Оникій | Оникій | Оникій |  |  | Фрідерик | Фрідерик | Фрідерик | Фрідерик | Фрідерик | Фрідерик |  |  |        |        |        |        |        |        |  |  |         |         |         |         |         |         |  |  |           |           |           |           |           |           |
|                 |                 |                 |                 |                 |                 |  |  |                   |                   |                   |                   |                   |                   |  |  | Оникій | Оникій | Оникій | Оникій | Оникій | Оникій |  |  | Фрідерик | Фрідерик | Фрідерик | Фрідерик | Фрідерик | Фрідерик |  |  |        |        |        |        |        |        |  |  |         |         |         |         |         |         |  |  |           |           |           |           |           |           |